# Pregonero
El pregonero era antiguamente en España y los virreinatos hispanos, el oficial público que en alta voz daba difusión a los pregones, para hacer público y notorio todo lo que se quería hacer saber a la población.
Los pregoneros oficiales o públicos tienen su precedente en los praecones romanos.
Continuaron existiendo hasta que en nuestros días la generalización de los bandos impresos y el desarrollo de la prensa les han hecho casi inútiles.
Con todo, en los Ayuntamientos, especialmente en los rurales o de poblaciones pequeñas, se conserva este empleado para dar a conocer aquellos acuerdos de carácter general y urgente que interesan a todo el vecindario, así como para dar difusión a anuncios comerciales de carácter particular y circunstancial, pérdidas de objetos, etc. En algunos lugares se conserva esta figura por tradición, en fiestas y en celebraciones locales
También existieron pregoneros en lo judicial, teniéndolos las audiencias y alcaldías mayores. Su función era, acompañando al reo, pregonar el delito de este, en las penas de muerte o previo a los azotes públicos, y para vergüenza de los implicados. Suprimidas estas penas o modificados esos procedimientos, los pregoneros no tuvieron razón de ser, y no se volvieron a mencionar entre los subalternos de los juzgados y tribunales.
También existen pregoneros que anuncian festividades civiles o religiosas, como ferias y fiestas de ciudades, o patronos religiosos de municipios, así como la Semana Santa y otras celebraciones religiosas de similar tenor, véase Pregón